# Halász Andor
Halász Andor (1902 – San Remo, 1937) magyar gépészmérnök, repülőgép-tervező.

## Életpálya
Az 1920-as évek elején repülő modellező versenyek sikeres résztvevője. 1927-ben a Weiss Manfréd repülőgép és motorgyárba került. Angliába küldik tanulmányútra. Hazatérve  a repülőgép osztály főkonstruktőre lett, irányításával születtek a WM típusok. Első volt a kétfedelű WM-10 fémszerkezettel. Továbbfejlesztett változatai a WM-10/a és a WM-13 már speciális acélcső szerkezettel kerültek tervezésre. Osztályának tervezőmérnökei voltak Korbuly László, Fridrik Dezső, Szabó Imre, Hoff Miklós, Samu Béla. A Légügyi Hivatal iskola és sport célokra alkalmazta. Tervezés és gyártás során következett a WM-12 utasszállító, a WM-15 futárgép, a WM-16 Budapest felderítőgép illetve a WM-16B könnyű bombázó. 1936-ban gyártásra került a WM-18 együléses vadász repülőgép. 1937-ben készült a WM-21 Sólyom közel-felderítő. 1932-ben pilótakiképzésben részesült Fejes István oktató mellett. Korai halálát gégerák okozta.